# Рудник Секонд-Фортун
Рудник Секонд-Фортун (Second Fortune) – гірничодобувний майданчик на заході Австралії.
Розробка золоторудного родовища Секонд-Фортун почалась не пізніше 1900-х років та тривала з перервами до 1988 року. Роботи велись підземним способом за допомогою неглибоких шахт, а на завершальному етапі також з’явився неглибокий кар’єр. Обсяги видобутку були доволі незначні, так, відомо, що в 1907-му тут отримали 30 кілограмів золота, а результат за 1946 рік склав 25 кілограмів. Датоване кінцем 2010-х років джерело оцінювало історичний видобуток на Секонд-Фортун у 1,2 тонни золота.
В 2020-му права на родовище придбала компанія Linden Gold, що в 2021-му відновила його розробку. Роботи вели відкритим способом, а руду відправляли на фабрику з вилучення золота копальні Гвалія. Станом на весну 2024-го змогли видобути 0,35 млн тонн руди та отримати понад 1,2 тонни золота.
На початку 2025-го рудник вже належав компанії Brightstar Resources, що відновила розробку тепер вже підземним способом (незадовго до того придатні для підземної розробки ресурси всі трьох категорій оцінювались у 0,17 млн тонн руди та 1,8 тонни золота).